# Gummiarabikumbaum
Der Gummiarabikumbaum (Senegalia senegal (L.) Britton, Synonym: Acacia senegal (L.) Willd.), auch Senegal-Akazie oder selten Verek-Akazie genannt, ist eine Pflanzenart aus der Gattung Senegalia in der Unterfamilie der Mimosengewächse (Mimosoideae) innerhalb der Familie der Hülsenfrüchtler (Fabaceae). Sie ist mit drei Varietäten in Afrika weitverbreitet.

## Beschreibung
Senegalia senegal wächst als halbimmergrüner, trockenheitsresistenter Strauch oder kleiner Baum und erreicht Wuchshöhen von 2 bis 8, oder bis 10–15 Meter. Die schirmförmige Krone ist stark verzweigt und wird von vielen, nach oben stehenden Zweigen gebildet, an denen sich (knapp) internodale Dornen, oft in Dreiergruppen oder einzeln, und graugrüne Blätter befinden. Er bildet eine tiefe Pfahlwurzel aus. Die Borke ist gräulich bis bräunlich und im Alter dunkler und schuppig bis abblätternd oder rissig. 
Die wechselständigen, gestielten und kurzen Laubblätter sind doppelt gefiedert, mit mehr oder weniger haariger Rhachis 1. und 2. Ordnung. Der mehr oder weniger haarige Blattstiel ist bis 2 Zentimeter lang. Es sind etwa 3–11 Fiederpaare mit etwa 7–25 Paaren von kleinen, ledrigen, schwach behaarten bis kahlen Blättchen ausgebildet. An der Rhachis können manchmal Stacheln vorkommen. Die Nebenblätter sind klein und fehlen meist bzw. sind früh abfallend. Es können an den Blättern Drüsen vorhanden sein.
Die zylindrischen und vielblütigen, ährigen Blütenstände enthalten gelbe oder cremefarbene, zwittrige und duftende, fünfzähligen Blüten mit doppelter Blütenhülle. Es sind viele (100–200) lange, an der Basis kurz verwachsene Staubblätter und ein kurz gestielter, oberständiger Fruchtknoten mit langem Griffel vorhanden.
Die flachen, braunen, etwa 5–19 Zentimeter langen, 1,5–3 Zentimeter breiten, mehr oder weniger haarigen, etwas geaderten, meist öffnenden und meist bespitzten Hülsenfrüchte enthalten 3 bis 8 rotbraune, glänzende und glatte, 8–12 Millimeter lange, flache, rundliche Samen. Das eingedrückte Pleurogram ist U-förmig.

## Vorkommen
Senegalia senegal wächst oft in Savannen und benötigt nur zwischen 100 und 800 mm Jahresniederschlag, normalerweise 300 bis 400 mm, und verträgt Trockenzeiten von 8 bis 11 Monaten. Bevorzugt werden sandige oder leicht lehmige Böden in der semiariden Sahelzone, besonders in Westafrika und im westlichen Teil Sudans.

## Systematik und Verbreitung
Die Erstveröffentlichung erfolgte 1753 durch den schwedischen Botaniker Carl von Linné unter dem Namen (Basionym) Mimosa senegal in Species Plantarum, 1, S. 521. Der deutsche Botaniker Carl Ludwig Willdenow benannte 1806 diese Art Acacia senegal in Species Plantarum, 4, 2, S. 1077. Nathaniel Lord Britton publiziert in Scientific Survey of Porto Rico and the Virgin Islands, 6, 1930, S. 538 den Namen Senegalia senegal. Senegalia senegal ist entsprechend B. Kyalangalilwa & J. S. Boatwright: Phylogenetic position and revised classification of Acacia s.l. (Fabaceae: Mimosoideae) in Africa, including new combinations in Vachellia and Senegalia, In: Botanical journal of the Linnean Society, Volume 172, 2013, S. 510 der derzeit akzeptierte botanische Name. Weitere Synonyme sind: Acacia verek Guill. & Perr. und viele andere.
Es sind drei Varietäten innerhalb der Art Senegalia senegal akzeptiert:
- Senegalia senegal var. leiorhachis (Brenan) Kyal. & Boatwr.: Sie kommt in Äthiopien, Kenia, Tansania, Mosambik, Sambia, Simbabwe und den südafrikanischen Provinzen Limpopo, Mpumalanga sowie North West vor.
- Senegalia senegal var. rostrata (Brenan) Kyal. & Boatwr.: (meist nur Strauchförmig) Sie kommt in Somalia, Kenia, Uganda, Angola, Mosambik, Simbabwe, Botswana, Namibia, Eswatini und den südafrikanischen Provinzen KwaZulu-Natal, Limpopo sowie Mpumalanga vor.
- Senegalia senegal (L.) Britton var. senegal: Sie kommt von Senegal und Mauretanien im Westen bis in den Sudan, in Eritrea und Äthiopien im Nordosten und bis nach Mosambik im Süden und bis nach Arabien, Pakistan und Indien vor.

## Nutzung

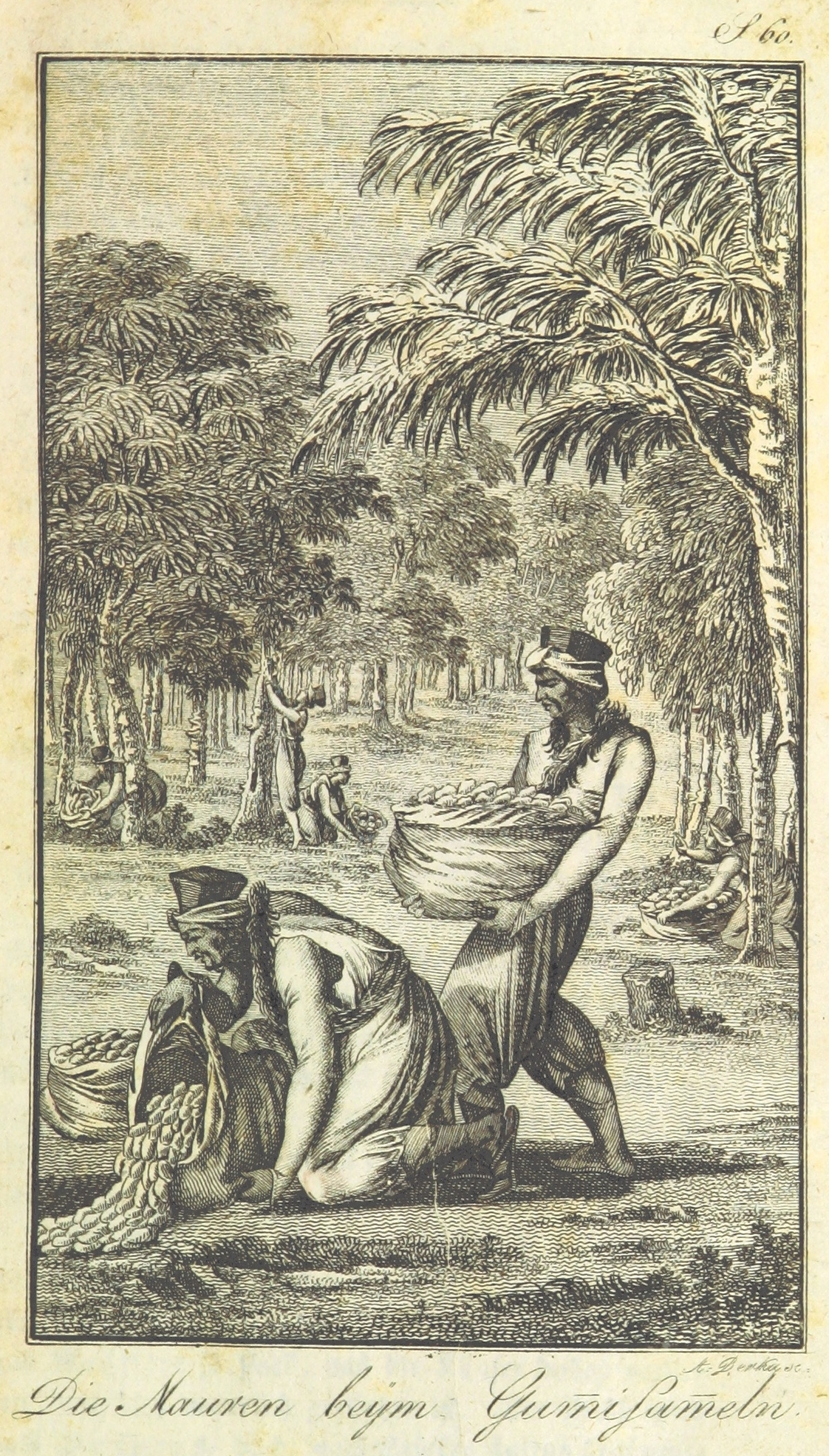
1784 im Senegal – „Die Mauren beym Gummi sammeln …“

Aus dem Baum wird Gummi arabicum gewonnen, das ausgeschwitzt wird. Zur Steigerung der Ausbeute schneidet man nach der Regenzeit den Stamm und die Zweige des Baumes ein. Bei geringem Arbeitsaufwand wird ein relativ hoher Verkaufserlös erzielt. Der Baum eignet sich ebenso zur Kontrolle der Desertifikation und Winderosion, mit seinen weit verzweigten Flachwurzeln ist er zur Fixierung von Sanddünen geeignet. Traditionell erfolgt die Anpflanzung in Sudan in zeitlicher Abfolge nach dem Anbau von Sorghumhirsen, Erdnüssen, Sesam und Karkadeh, wodurch für 10 bis 15 Jahre eine Erholung der Bodenfruchtbarkeit gewährleistet ist.
Der Ertrag von Gummi arabicum ist von der ausreichenden Wasserversorgung im Boden abhängig. Untersuchungen im Westen Sudans haben ergeben, dass der Anbau von Senegalia senegal in geringer Dichte gemeinsam mit Sorghum oder Karkadeh sich als günstig erwiesen hat, weil damit ein Beitrag zur Armutsbekämpfung und Nahrungsversorgung der lokalen Bevölkerung geleistet wird. Der Ertrag von Gummisaft pro Baum bei gleichem Pflanzabstand konnte besonders in Verbindung mit dem Anbau von Karkadeh gesteigert werden.
Die Samen können gegessen werden, auch ein Öl kann gewonnen werden und auch ein Farbstoff. Die Wurzeln können medizinisch verwendet werden oder es kann eine Faser aus ihnen erhalten werden.
Das schwere und harte Holz wird beim Hausbau, für Zäune und als Brennmaterial verwendet. Die Rinde ist neben dem „Arabischen“ oder „Akaziengummi“ reich an Tannin und wird daher in der afrikanischen Volksmedizin wegen ihrer adstringierenden und den Auswurf fördernden Eigenschaften verwendet.